# Évreux Étudiant Cercle
L'Évreux Étudiant Cercle est un club de tennis de table situé à Évreux.

## Histoire du club
Né le 29 juillet 1960 de la fusion du Cercle Laïque Ébroïcien avec l'Évreux Étudiant Club (premier du nom), l'Évreux Étudiant Cercle (E.E.C.) est une association régie par la loi de 1901 siégeant initialement au collège Modeste-Leroy.
D'une cinquantaine de membres à l'origine, l'association compte régulièrement plus de 100 licenciés.
Opérant à l'origine au niveau départemental et régional, l'association atteint en 1967 le niveau national en féminine, l'équipe masculine pour sa part accède à ce niveau en 1970. En 2004, l'équipe féminine décroche le titre de Champion de France de Pro B et monte atteint alors l'élite. 5 ans plus tard, le club devient la première association sportive d'Évreux Championne de France de Pro A. Les femmes conservent leur titre l'année suivante, mais à la suite des difficultés financières du club, la Pro A est dissoute et la réserve féminine de Régionale 1 devient l'équipe fanion. À l'issue de la saison 2010-2011, elles réussissent à monter d'une division à chaque phase pour disputer aujourd'hui la Nationale 3, nouvellement créée… pendant la trêve hivernale 2011.
L'équipe première féminine, double championnes de France de Pro A en titre, commence sa saison 2010-2011 en Régionale 1 à la suite des déboires financiers de ses sponsors.

## Saison 2010-2011
- 1re phase : Régionale 1
- 2e phase : Prénationale

## Bilan par saison
| Saison           | Championnat  | Classement | Pts | J  | V  | N | D | Pp | Pc | Diff | Coupe d'Europe        |
| ---------------- | ------------ | ---------- | --- | -- | -- | - | - | -- | -- | ---- | --------------------- |
| 2011-2012 (Ph.1) | Nationale 3  | -          | -   | -  | -  | - | - | -  | -  | -    | -                     |
| 2010-2011 (Ph.2) | Prénationale | 1er        | -   | -  | -  | - | - | -  | -  | -    | -                     |
| 2010-2011 (Ph.1) | Régionale 1  | 1er        | -   | -  | -  | - | - | -  | -  | -    | -                     |
| 2009-2010        | Pro A        | Champion   | 46  | 18 | 13 | 2 | 3 | 63 | 32 | +31  | -                     |
| 2008-2009        | Pro A        | Champion   | 48  | 18 | 12 | 6 | 0 | 66 | 32 | +34  | 3e tour de l'ETTU Cup |
| 2007-2008        | Pro A        | 6e         | 34  | 18 | 6  | 4 | 8 | 47 | 50 | -3   | 2e tour de l'ETTU Cup |
| 2006-2007        | Pro A        | 5e         | 35  | 17 | 6  | 6 | 5 | -  | -  | -    | -                     |
| 2005-2006        | Pro A        | 4e         | 39  | 18 | 8  | 5 | 5 | -  | -  | -    | -                     |
| 2004-2005        | Pro A        | 7e         | 34  | 18 | 5  | 6 | 7 | -  | -  | -    | -                     |
| 2003-2004        | Pro B        | Champion   | 40  | 14 | 12 | 2 | 0 | -  | -  | -    | -                     |

## Palmarès

### Dames
- Championne de France de Pro A en 2009 et en 2010
- Championne de France de deuxième division en 1971 (Nationale 2 à l'époque) et en 2004 (Pro B)

### Hommes
- Champion de Nationale 2 (3e division nationale à l'époque) en 1992